# جاده ئی۹۹ اروپا
جاده ئی۹۹ اروپا (به انگلیسی: European route E99) یکی از جاده‌های اصلی قاره اروپا است که در کشور ترکیه قرار دارد.
این جاده که از شهر دغوبایزید شروع شده، در شهر شانلی‌اورفه به پایان می‌رسد و ۶۶۷ کیلومتر مسافت دارد.